# Chiesa di Santa Maria (Vezzano Ligure)
La chiesa di Santa Maria è un luogo di culto cattolico situato nella frazione di Vezzano Inferiore, in via Santa Maria, nel comune di Vezzano Ligure in provincia della Spezia. Un tempo parrocchiale della frazione, il titolo passò in seguito alla chiesa dei Santi Sebastiano e Maria Assunta.

## Storia e descrizione

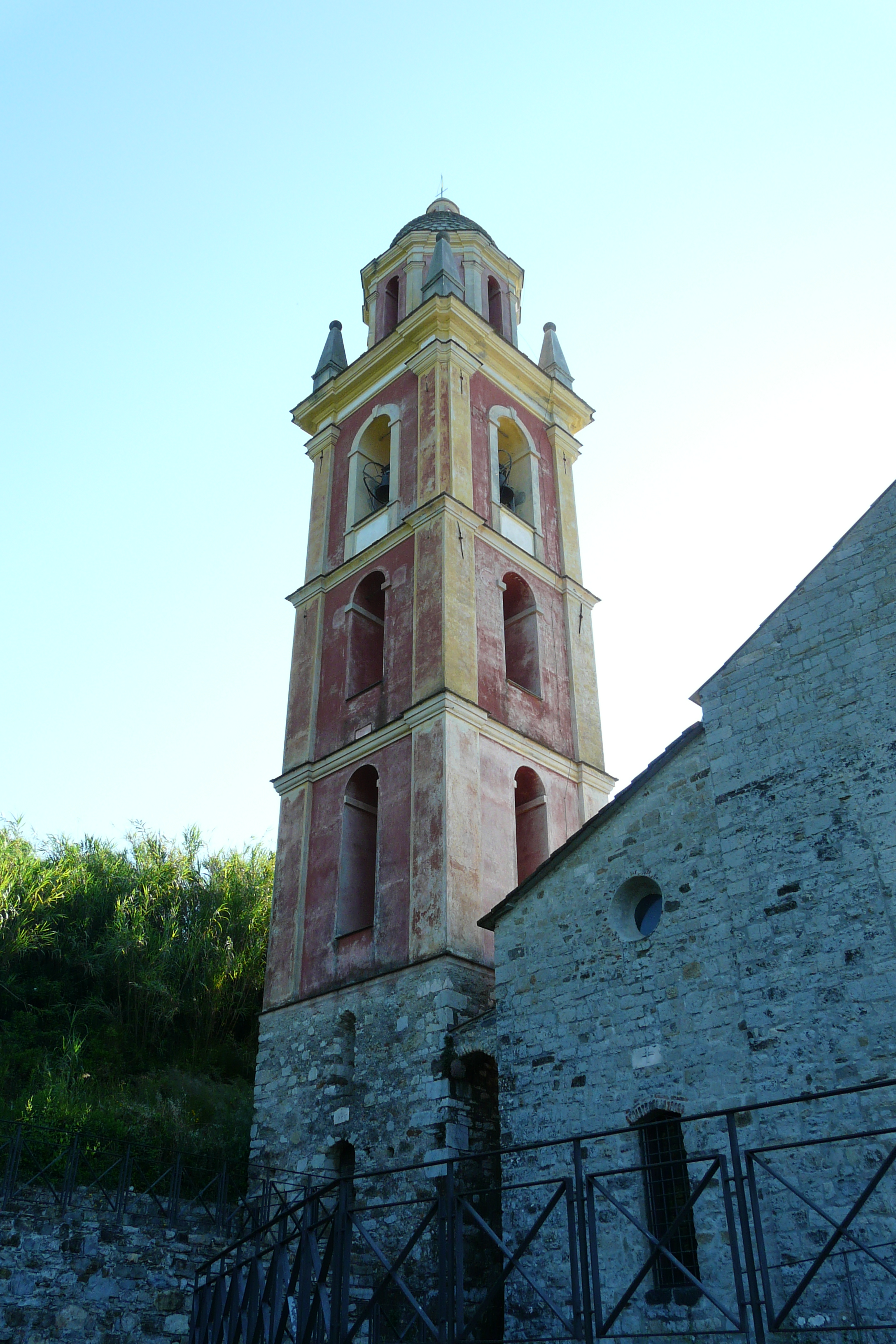
Particolare del campanile

Officiata inizialmente dai canonici regolari, e quindi parrocchiale di Vezzano Basso, nel XII secolo venne ricostruita in stile romanico, ad unica aula, sui resti di un preesistente sito religioso dell'Alto Medioevo ancora oggi visibile nella zona del presbiterio.
Molto bella nella sua semplicità è la facciata in pietra con frontone a capanna. In esso si apre un portale ad arco sovrastato da una lunetta (che in passato ospitava una decorazione ad affresco, oggi perduta), da una  elegante profonda bifora e, alla cuspide, da una croce in negativo.
Una seconda navata, a sinistra della struttura, le venne aggiunta nel XV secolo; nel 1599 la chiesa fu eletta al titolo di Vicarìa perpetua dalla diocesi di Luni. La relativa facciata in pietra è a spiovente, con un semplice portale ed un occhio fortemente strombato.
L'antico campanile, medievale e a tozza base quadrata, fu ricostruito in forme barocche nel 1708, nonostante l'intero sito mostrasse già segni di decadenza.
Gli ultimi restauri significativi risalgono tra gli anni ottanta e novanta del XX secolo. In quell'occasione nel basamento dell'altare maggiore è stato rinvenuto un notevole sarcofago monolitico in marmo bianco, databile all'Alto Medioevo.